# Verwaltungsgemeinschaft Ostrau
Die Verwaltungsgemeinschaft Ostrau  war eine Verwaltungsgemeinschaft im Freistaat Sachsen. Sie lag im Norden des Landkreises Mittelsachsen, zirka 50 km nordöstlich von Chemnitz, 50 km südöstlich von Leipzig, 20 km südwestlich von Riesa und 10 km nördlich der Kreisstadt Döbeln. Landschaftlich befand sich das Gemeinschaftsgebiet im Mittelsächsischen Hügelland am Westrand der Lommatzscher Pflege. Die Bundesstraße 169 führte durch das Gebiet und die Bundesautobahn 14 verlief im Süden des Verwaltungsgebietes und war über den Anschluss Döbeln-Nord zu erreichen. Die Bahnstrecke Döbeln–Riesa führte durch das Gemeinschaftsgebiet.

## Die Gemeinden mit ihren Ortsteilen
- Ostrau mit den Ortsteilen Auerschütz, Beutig, Binnewitz, Clanzschwitz, Delmschütz, Döhlen, Jahna, Kattnitz, Kiebitz, Merschütz, Münchhof, Niederlützschera, Noschkowitz, Oberlützschera, Obersteina, Ostrau, Pulsitz, Rittmitz, Schlagwitz, Schmorren, Schrebitz, Sömnitz, Töllschütz, Trebanitz, Zschochau
- Zschaitz-Ottewig mit den Ortsteilen Auterwitz, Baderitz, Dürrweitzschen, Glaucha, Goselitz, Lüttewitz, Lützschnitz, Mischütz, Möbertitz, Ottewig, Zschaitz und Zunschwitz

## Gemeindefusion zum 1. Januar 2023
Die Gemeinden Ostrau und Zschaitz-Ottewig fusionierten zum 1. Januar 2023 zu Jahnatal. Damit wurde die Verwaltungsgemeinschaft Ostrau aufgelöst.